# شعري الإهاب الجنوبي
شعري الإهاب الجنوبي (الاسم العلمي: Crinipellis australis) هو نوع من الفطريات يتبع جنس شعري الإهاب من الفصيلة المراسمية.